# La Croix-Helléan
La Croix-Helléan é uma comuna francesa na região administrativa da Bretanha, no departamento Morbihan. Estende-se por uma área de 14,52 km². Em 2010 a comuna tinha 918 habitantes (densidade: 63,2 hab./km²).